# 祖母傾国定公園
祖母傾国定公園（そぼかたむきこくていこうえん）は、九州東部の大分県と宮崎県との県境にまたがる山岳地帯や河川流域を指定区域とする国定公園である。1965年3月25日指定。

## 概要

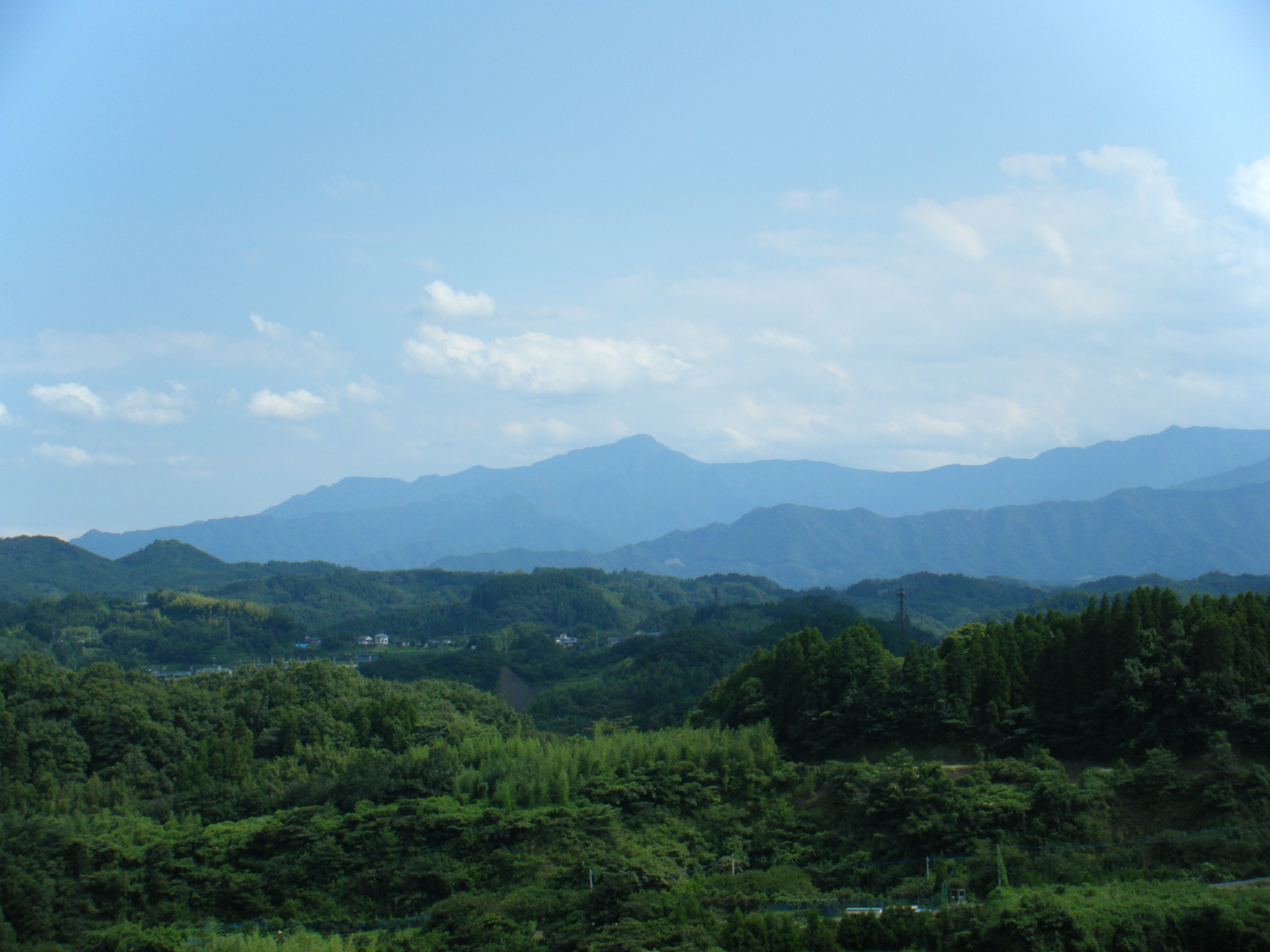
傾山

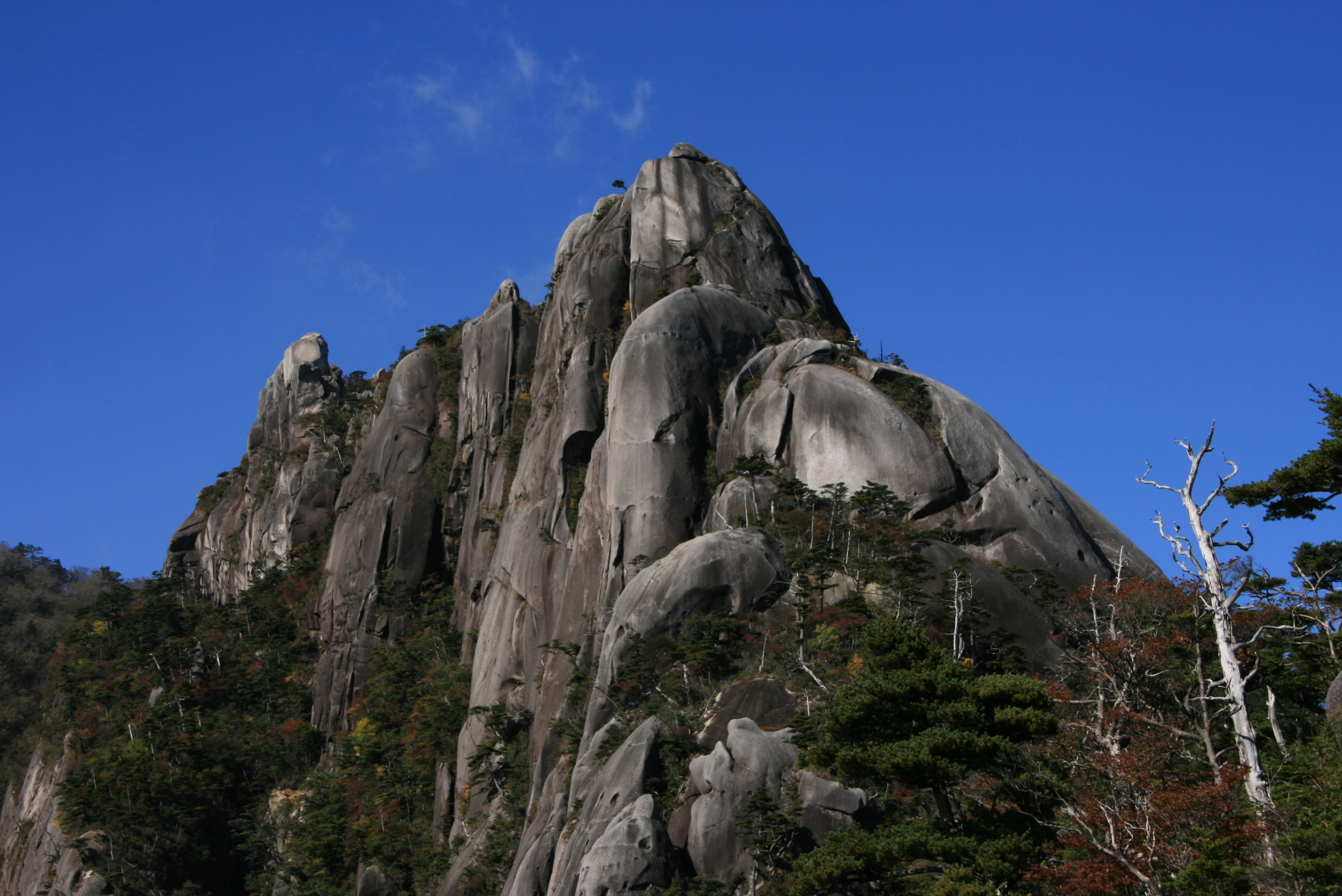
大崩山

祖母傾国定公園という名称は、県境に位置する祖母山（標高1,756m）及び傾山（標高1,602m）に由来する。公園区域には他に大崩山（おおくえやま、標高1,643m）などを含む。祖母傾山系は褶曲等で形成された構造山地としては、九州本土で最も標高が高い。
また、景勝地も多く、祖母山の南麓を流れる岩戸川の高千穂峡では阿蘇溶岩の柱状節理が見られ、祖母傾山系の北麓を流れる桑原川上流の藤河内渓谷では花崗岩の侵食による甌穴が見られる。観光開発があまり進んでいないため、モミ、ツガなどの原生林や襲速紀要素の植生がそのまま残っており、ニホンカモシカなどの野生動物の宝庫としても知られる。
大分県側の周辺部は祖母傾県立自然公園、宮崎県側の周辺部は祖母傾県立自然公園にそれぞれ指定されている。また、大分県・宮崎県及び関係6市町は、祖母山・傾山・大崩山を中心とした地域を国連教育科学文化機関（ユネスコ）の生物圏保護区（ユネスコエコパーク）に登録することを目指しており、2016年9月にはユネスコ日本国内委員会から推薦書が提出され、その後登録された。
- 面積 - 22,000ha[4]
- 所在市町村
  - 大分県 - 佐伯市・竹田市・豊後大野市（10,240ha）[7]
  - 宮崎県 - 延岡市・日之影町・高千穂町・五ヶ瀬町

なお、高千穂は、日向神話にまつわる伝承や伝統芸能である高千穂夜神楽など見所も多く、宮崎県北部随一の観光地でもある。

## 主な景勝地

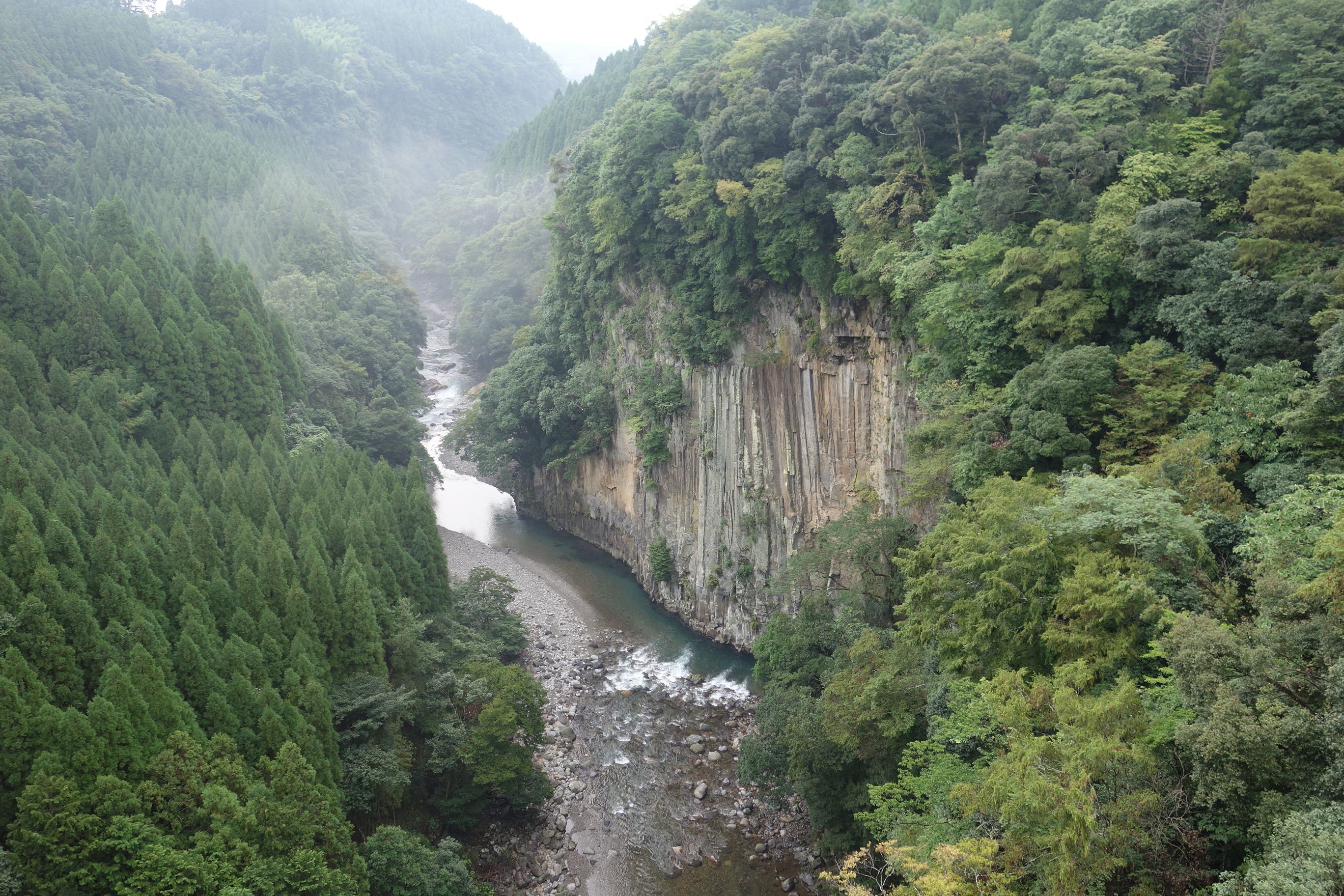
滞迫峡

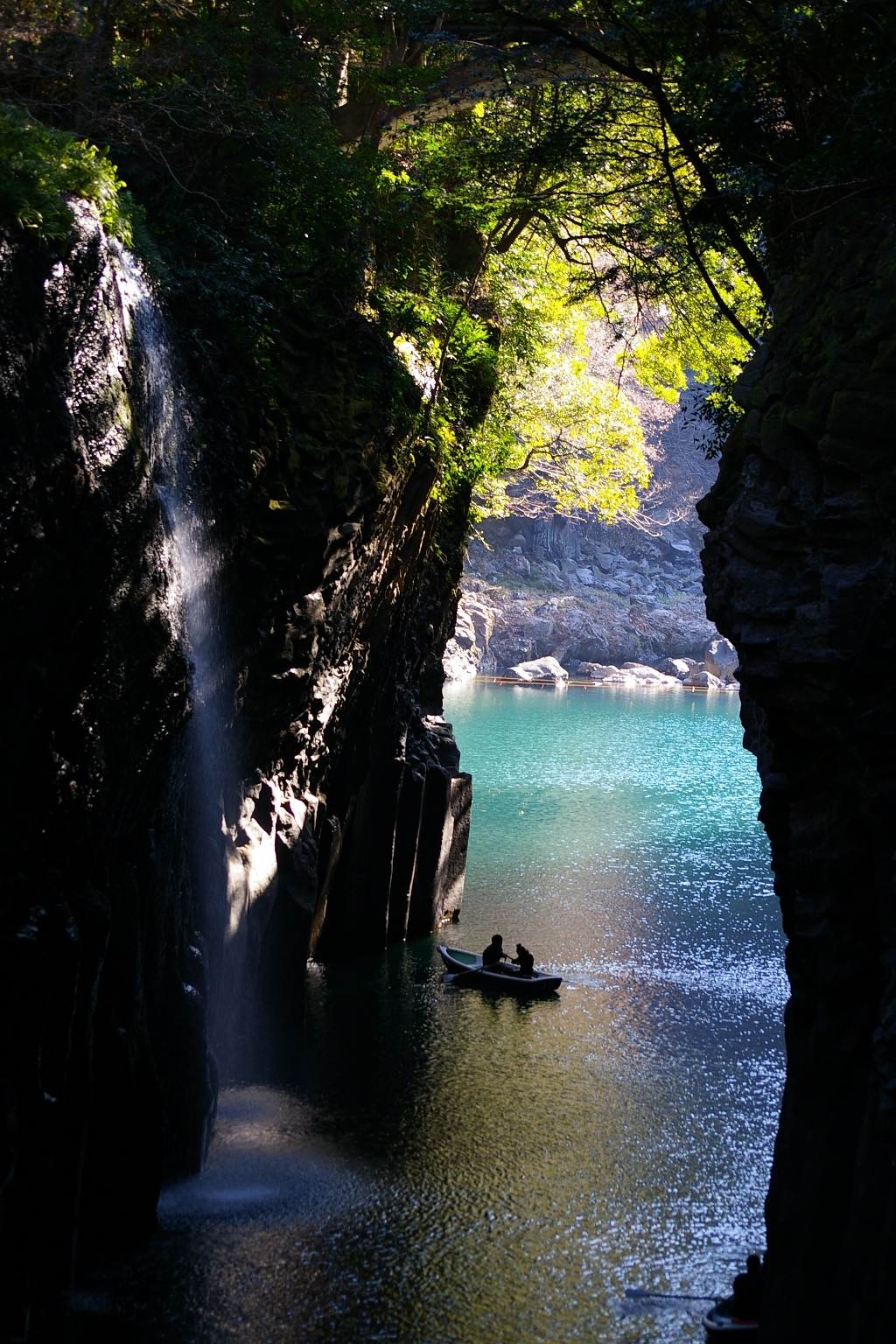
高千穂峡

### 山
- 祖母山
- 傾山
- 大崩山

### 渓谷
- 藤河内渓谷（ふじかわちけいこく） - 大分県佐伯市
- 神原渓谷（こうばるけいこく） - 大分県竹田市
- 川上渓谷 - 大分県豊後大野市
- 滞迫峡（たいざこきょう） - 大分県豊後大野市
- 祝子川渓谷（ほうりがわけいこく） - 宮崎県延岡市
- 鹿川渓谷（ししがわけいこく） - 宮崎県延岡市
- 高千穂峡 - 宮崎県高千穂町。阿蘇熔岩の柱状節理

### その他
- 三国峠（みくにとうげ） - 大分県豊後大野市
- 国見ヶ丘（くにみがおか） - 宮崎県高千穂町。雲海の名所

## 生物

### 動物
- ニホンカモシカ
- ニホンザル
- コマドリ
- アカショウビン
- オオアカゲラ[4]

### 植物
- 祖母山腹原生林
- ツガ林（大崩山）
- ウバタケギボウシュ（祖母山）[4]

## 温泉
- 藤河内温泉 - 大分県佐伯市
- 祝子川温泉 - 宮崎県延岡市
- 日之影温泉 - 宮崎県日之影町
- 高千穂温泉 - 宮崎県高千穂町
- 天岩戸温泉 - 宮崎県高千穂町